# The Origin (cómic de Buffy)
El origen es una serie de cómics establecidos en el universo de Buffy la Cazavampiros. Se vuelve a contar los acontecimientos de la película mediante la adaptación, y que permanece fiel al guion original de Joss Whedon. De acuerdo con la Guía Oficial de Buffy Vigía, Whedon escribió el episodio piloto de televisión de Buffy como una secuela de su original, guion de una película, por lo que esta adaptación fue una oportunidad para que los aficionados a ver algo más cerca de su visión previsto.

## Descripción de la historia

### Sinopsis general
Buffy Summers se considera una estudiante de instituto normal hasta que un extraño se acerca a ella y explica su destino. Buffy acepta solamente gradualmente su nuevo papel de cazavampiros y debe evitar que el vampiro Lothos de asumir el control de Los Ángeles.

#### El origen # 1 Edición
Buffy es un estudiante popular de secundaria que está planeando su próximo baile de la escuela. Merrick, un vigilante se acerca a ella y le anuncia que se ha convertido en la única cazavampiros.

#### El origen # 2 Edición
Buffy Summers aprende cómo luchar contra los vampiros, pero su vida normal está cayendo a pedazos. Mientras tanto, el malvado vampiro Lothos está reuniendo a un gran grupo de estadounidenses no-muertos con la esperanza de extender el mal en toda la ciudad. El rebelde, Pike se enreda en el destino de Buffy.

#### El origen # 3 Edición
El vigilante de Buffy, Merrick, ya no existe. Buffy tiene que lidiar con el mal de Lothos, solamente Pike puede ayudarla. Buffy debe arreglárselas de alguna manera el baile de la escuela y un mal en crecimiento. Al final, el gimnasio de la escuela se incendió (una variación importante de la película original), en el que el gimnasio todavía se coloca al final de la historia, pero de acuerdo con la serie de televisión, en el que Buffy es conocida por haberla incendiado y es citada como la razón de dicho cambio de Sunnydale).

## Canon
Whedon afirmó: "El cómic origen, aunque no tengo problemas con él, puede casi ser aceptado como canónico. Hicieron un trabajo fresco de la combinación de la escritura de la película (la escritura) con la serie, que era agradable, y el uso de la serie de Merrick. y no una cierta otras actriz [refiriéndose a Donald Sutherland], los cuales seguirán odiado".